# Josh Freeman

Joshua Tyler "Josh" Freeman , född 13 januari 1988, är en amerikansk utövare av amerikansk fotboll (quarterback) för Miami Dolphins i NFL.
Freeman spelade high school-fotboll för Grandview High School i Grandview, Missouri där han totalt passade för över 7 000 yards. Freeman rankades som en fyrstjärnig quarterback inför collegerekryteringen och var rankad som nionde bästa quarterback i USA. 
Freeman valde att gå på Kansas State University, där han spelade för Kansas State Wildcats. Där slog han under sina tre år de flesta av Wildcats passningsrekord, bland annat för flest passade yards under en säsong (3 353 år 2007) och flest passningsförsök i en match (47 stycken).
Freeman blev draftad som nummer 17 totalt av Tampa Bay Buccaneers i 2009 års NFL Draft. Han håller, trots sin unga ålder, flera riktigt tunga rekord i Buccaneers. Han har gjort lagets längsta passning någonsin (95 yards 2012) han har flest matcher i rad med minst en touchdownpassning och har också den högsta Quarterbackrankingen under en säsong av någon Buccaneersspelare någonsin (95.9 år 2010).
Den 6 oktober 2013 skrev Freeman på ett kontrakt med Minnesota Vikings för resterande delen av 2013-säsongen.